# Иоганн VII Мекленбургский
Иоганн VII Мекленбургский (нем. Johann VII. von Mecklenburg; 7 марта 1558, Гюстров — 22 марта 1592, Штаргард) — герцог Мекленбургский, правивший в Мекленбург-Шверине в 1576—1592 годах.

## Биография
Иоганн был вторым сыном герцога Иоганна Альбрехта I Мекленбургского и его супруги Анны Софии Прусской. Его старший брат Альбрехт умер в возрасте пяти лет в 1561 году. После смерти отца Иоганн правил в шверинской части герцогства Мекленбург при регенте, его дяде Ульрихе Мекленбургском, а после объявления его совершеннолетним 12 сентября 1585 года — самостоятельно. Младший брат Иоганна Сигизмунд Август по завещанию отца получил в качестве отступных пансион в размере 6 тыс. гульденов в год и права пользования несколькими амтами в Мекленбурге.
21 марта 1592 года Иоганн нанёс себе сам семь ножевых ударов, от последствий этого ранения он скончался на следующий день. Ещё в 1590 году он посчитал управление герцогством слишком тяжким бременем для себя и принял решение отречься от трона и уехать из страны. Причиной такого решения послужили конфликты с дядей Кристофом Мекленбургским, администратором Ратцебургского епископства, который постоянно требовал новых земель. Суицид произошёл непосредственно после спора с дядей.
Самоубийство считалось грехом, который пытались скрыть, и в 1604 году несколько шверинских женщин было объявлено ведьмами, среди них была Катарина Ванкельмод, позднее взошедшая на костёр, и Маргарита Шульце, оправданная в 1609 году на процессе, продолжавшемся пять лет.
После смерти Иоганна ему наследовал в Шверине его сын Адольф Фридрих, а другой его сын Иоганн Альбрехт вначале был соправителем, а после смерти Ульриха в 1603 году стал герцогом в Мекленбург-Гюстрове.

## Брак и дети
17 февраля 1588 года Иоганн сочетался браком с Софией Шлезвиг-Гольштейн-Готторпской, дочерью герцога Адольфа I Шлезвиг-Гольштейн-Готторпского (1569—1634). У герцогской четы родилось трое детей:
- Адольф Фридрих I (1588—1658), герцог Мекленбург-Шверина в 1592—1628 и 1631—1658 годах, женат на Анне Марии Ост-Фрисландской, затем на Марии Екатерине Брауншвейг-Данненбергской
- Иоганн Альбрехт II (1590—1636), герцог Мекленбург-Гюстрова в 1610—1628 и 1631—1636 годах
- Анна София Мекленбургская (1591—1648)